# فرودگاه توئین لیکس (کارولینای جنوبی)
فرودگاه توئین لیکس (کارولینای جنوبی) (به انگلیسی: Twin Lakes Airport (South Carolina)) یک فرودگاه همگانی باربری است که یک باند فرود آسفالت دارد و طول باند آن ۱۲۱۹ متر است. این فرودگاه در کشور ایالات متحده آمریکا قرار دارد و در ارتفاع ۱۶۵ متری از سطح دریا واقع شده است.